# Heather B.

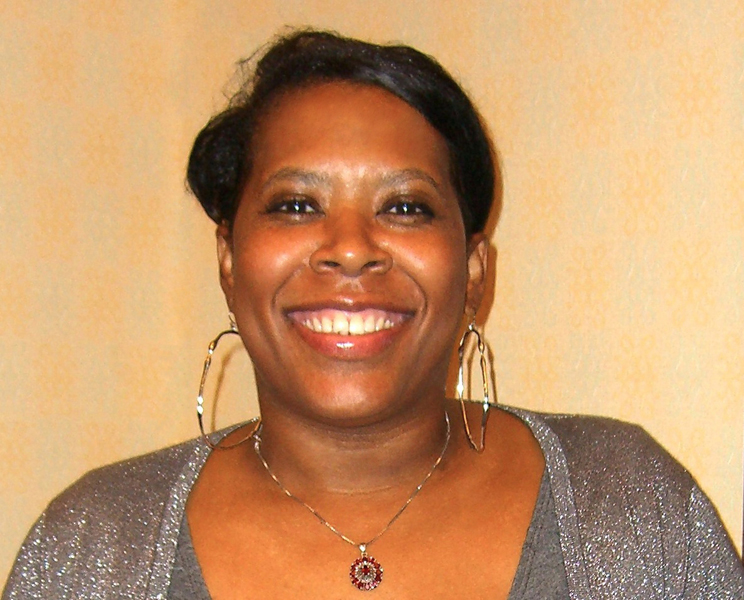
Heather B. (2011)

Heather B. (* 1971 in New Jersey; bürgerlich Heather B. Gardner) ist eine US-amerikanische Rapperin.

## Leben und Werk
Seit 1992 ist Heather B. in der Hip-Hop-Szene aktiv. In jenem Jahr konnte sie zum Album Sex & Violence der OldSchool-Gruppe Boogie Down Productions um den MC KRS-One einen Beitrag leisten. Im Jahre 1995 erhielt sie einen Plattenvertrag beim Label Pendulum Records, wo sie 1996 ihr Debütalbum Takin' Mine veröffentlichte. Die Single des Albums trug den Titel "All Glocks Down", was an Bertha von Suttner erinnert, deren berühmter pazifistischer Roman Ende des 19. Jahrhunderts den Titel Die Waffen nieder! (englischsprachige Ausgabe "Lay Down Your Arms", 1892) trug. Sowohl diese Single als auch die Nachfolgerin "If Headz Only Knew" erhielten in den USA viel Radiospielzeit und gelangten in die Charts.
1997 unterschrieb Heather B. beim Label MCA Records, wo sie 1998 eine Single mit dem Namen Do You veröffentlichte. Ihr drittes Album Open Bars wurde von DJ Premier produziert.
Neben ihrer Musikkarriere, welche für einen Underground-Künstler recht erfolgreich war, war Heather B. in der MTV-Reality-Show The Real World zu sehen. Außerdem trat sie als Schauspielerin in einer kleinen Rolle im Film The Wedding Video auf (Regisseur des Films: Norman Korpi) sowie 2005 in einem Fernsehwerbespot für eine Anti-Virus-Software.
Seit dem Jahr 2012 ist sie neben Sway Calloway Moderatorin der Radioshow Sway in the morning, in der alle bekannten amerikanischen Rapper auftraten und die einen eigenen YouTube-Kanal hat.

## Diskografie

### Alben
- Takin' Mine (1996)
- Eternal Affairs (2002)
- Open Bar (2010)

### Singles
- I Get Wreck
- All Glocks Down
- No Doubt (Get Hardcore)
- If Headz Only Knew
- My Kinda Nigga
- Cloud 9
- Do You
- Guilty
- Steady Rockin
- Live M.C.